# Огнян Николов
Огнян Великов Николов (болг. Огнян Великов Николов; нар. 13 червня 1949, Софія) — болгарський борець вільного стилю, бронзовий призер чемпіонату світу, чемпіон, срібний та бронзовий призер чемпіонатів Європи, срібний призер Олімпійських ігор.

## Життєпис
Народився в Софії, але ще в дитинстві переїхав до міста Русе. Там, у спортивній школі Русе він починає займатися боротьбою під керівництвом тренера Радослава Радославова.
Виступав за спортивні клуби ЦСКА Софія та «Левський-Спартак» Софія. Шість разів перемагав на турнірі Дена Колова. Як капітан збірної виступав на чемпіонаті Європи 1974 року в Мадриді, де став чемпіоном.
Після завершення спортивної кар'єри довгий час тренував «Левський-Спартак», згодом був призначений тренером національної збірної Болгарії.

## Визнання
У 1974 році він став володарем золотого поясу Дана Колова.
Ніколов — один з найпопулярніших борців з Русе, на честь якого щорічно проводиться міжнародний турнір серед кадетів «Легенди Русе» (болг. «Русенски легенди»).

## Спортивні результати на міжнародних змаганнях

### Виступи на Олімпіадах
| Змагання                    | Збірна   | Вагова категорія          | Місце  |
| --------------------------- | -------- | ------------------------- | ------ |
| Літні Олімпійські ігри 1972 | Болгарія | вільна боротьба, до 48 кг | Срібло |

### Виступи на Чемпіонатах світу
| Змагання                        | Збірна   | Вагова категорія          | Місце  |
| ------------------------------- | -------- | ------------------------- | ------ |
| Чемпіонат світу з боротьби 1969 | Болгарія | вільна боротьба, до 48 кг | 6      |
| Чемпіонат світу з боротьби 1970 | Болгарія | вільна боротьба, до 48 кг | 6      |
| Чемпіонат світу з боротьби 1971 | Болгарія | вільна боротьба, до 48 кг | Бронза |
| Чемпіонат світу з боротьби 1973 | Болгарія | вільна боротьба, до 52 кг | 4      |

### Виступи на Чемпіонатах Європи
| Змагання                         | Збірна   | Вагова категорія          | Місце  |
| -------------------------------- | -------- | ------------------------- | ------ |
| Чемпіонат Європи з боротьби 1969 | Болгарія | вільна боротьба, до 48 кг | Срібло |
| Чемпіонат Європи з боротьби 1970 | Болгарія | вільна боротьба, до 48 кг | 5      |
| Чемпіонат Європи з боротьби 1972 | Болгарія | вільна боротьба, до 48 кг | Бронза |
| Чемпіонат Європи з боротьби 1974 | Болгарія | вільна боротьба, до 52 кг | Золото |
| Чемпіонат Європи з боротьби 1975 | Болгарія | вільна боротьба, до 52 кг | 5      |
| Чемпіонат Європи з боротьби 1976 | Болгарія | вільна боротьба, до 52 кг | 4      |